# Satulung
Satulung (autrefois Hosufalău, Kővárhosszúfalu en hongrois, Langendorf en allemand) est une commune roumaine du județ de Maramureș, dans la région historique de Transylvanie et dans la région de développement du Nord-Ouest.

## Géographie
La commune de Satulung est située au sud-ouest du județ, dans la vallée de la Someș, à 14 km au sud-ouest de Baia Mare, la préfecture du județ, sur la route nationale DN1C qui relie Satu Mare et Baia Mare avec Dej et Cluj-Napoca.
La commune possède une gare de chemin de fer sur la ligne Jibou-Baia Mare.
La commune est composée de sept villages. En 2002, la population se répartissait comme suit entre les différents villages :
- Satulung, siège de la municipalité, 1 446 habitants.
- Arieșu de Pădure, 247 habitants.
- Fersig, 731 habitants.
- Finteușu Mic, 894 habitants.
- Hideaga, 580 habitants.
- Mogoșești, 756 habitants.
- Prilești, 755 habitants.

## Histoire
La première mention écrite du village date de 1405. En 1424, il apparaît comme possession de la famille Dragfi.
La famille Teleki, l'une des plus vieilles familles hongroises, y possédait une propriété qui fut la résidence d'Auguste de Gérando et de sa femme Emma Teleki.
La commune a fait partie du Comitat de Szatmár dans le Royaume de Hongrie jusqu'en 1920, au Traité de Trianon où elle est attribuée à la Roumanie avec toute la Transylvanie.

## Religions
En 2002, 88,6 % de la population est de religion orthodoxe.

## Démographie
En 1910, la commune comptait 3 579 Roumains (83,2 % de la population), 558 Hongrois (13 %) et 89 Allemands (2,1 %).
En 1930, les autorités recensaient 3 895 Roumains (86,1 %), 361 Hongrois (8 %), 88 Tsiganes (1,9 %) ainsi qu'une communauté juive de 165 personnes (3,6 %) qui fut exterminée par les Nazis durant la Seconde Guerre mondiale.
En 2002, la commune comptait 4 555 Roumains (84,2 %), 110 Hongrois (2 %) et une communauté tsigane de 164 personnes (5,5 %).
Satulung fait partie des rares communes du județ qui ont vu leur population augmenter entre 1992 et 2002 (+2,9 %) et depuis 2002 (+6,4 %) sans atteindre toutefois le niveau atteint en 1977.
| 1880  | 1900  | 1910  | 1930  | 1956  | 1977  | 1992  | 2002  | 2007  |
| ----- | ----- | ----- | ----- | ----- | ----- | ----- | ----- | ----- |
| 2 973 | 4 118 | 4 304 | 4 525 | 5 340 | 5 793 | 5 256 | 5 409 | 5 590 |

## Économie
La commune possède 4 765 ha de terres agricoles et 1 674 ha de forêts.

## Lieux et monuments
- Château Teleki dans le village de Pribilești, construit de 1740 à 1780, résidence de la famille Teleki. Le château a été confisqué en 1949 par le régime communiste, puis utilisé comme salle de bal, de cinéma, comme silo aussi et s'est beaucoup détérioré. Il a été restauré à partir de l'année 1998 par le Ministère de la Culture roumain.